# (4984) Patrickmiller
(4984) Patrickmiller – planetoida z pasa głównego asteroid okrążająca Słońce w ciągu 3 lat i 139 dni w średniej odległości 2,25 j.a. Została odkryta 7 listopada 1978 roku w Obserwatorium Palomar przez Eleanor Helin i Schelte Busa. Nazwa planetoidy pochodzi od Patricka J. Millera (ur. 1949), profesora matematyki na Hardin-Simmons University w Abilene w Teksasie. Została zasugerowana przez S. Foglię. Przed jej nadaniem planetoida nosiła oznaczenie tymczasowe (4984) 1978 VU10.